# Bamenohl
Bamenohl ist ein Ortsteil der Gemeinde Finnentrop im Kreis Olpe, Nordrhein-Westfalen im südlichen Teil des Sauerlandes mit rund 2.800 Einwohnern.

## Geografie
Der Ort liegt zwischen Finnentrop und Grevenbrück an der Bundesstraße 236. Er wird durch die im Jahr 1861 eröffnete Ruhr-Sieg-Strecke, die Lenne und die Bundesstraße geteilt. Nachbarorte von Bamenohl sind, neben den Genannten: Altfinnentrop, Dünschede/Silbecke, Sporke und Weringhausen.
Die höchste Erhebung ist der Dumberg an der südlichen Ortsgrenze mit 406 m. Der Ort liegt im Rheinischen Schiefergebirge, ein Großteil in der Attendorn-Elsper Doppelmulde. Im Ort befindet sich zwischen den Straßen Wiemke Weg und Am Buchen das Naturschutzgebiet Bamenohl, südwestlich am Ortsrand liegt das Naturschutzgebiet Auf dem Stein.

## Namensherkunft
Herkunft und genaue Bedeutung des Namens sind unklar. Im Zusammenhang mit der 2004 herausgegebenen Ortschronik wurden bei der Recherche über 25 verschiedene Schreibweisen für Bamenohl gefunden. Unstrittig ist dabei die Umschreibung für eine feuchte Gegend mit dem Wortteil „-ohl“.

## Geschichte
Die Geschichte von Bamenohl ist bis zum Ende des 19. Jahrhunderts sehr eng mit Haus Bamenohl verbunden. Da keinerlei ursprüngliche Lehnsabhängigkeit des Rittergutes Bamenohl nachweisbar ist, handelte es sich vermutlich um ein Allod. Wahrscheinlich bestanden die Besitzungen schon in der ersten Hälfte des 14. Jahrhunderts durch Erbteilung im Hause der von Hundem gt. Pepersack aus zwei Hälften.

### 14. und 15. Jahrhundert
Nach neuesten Erkenntnissen wird Bamenohl am 5. März 1324 erstmals urkundlich erwähnt: Herbord Vogt von Heyen überlässt dem Grafen Wilhelm von Arnsberg seinen Eigenhörigen Conradum (Konrad), den Sohn des Dietrich von Adorpe, und erhält dafür im Tausch den Gobelinus von Bawenole inferiore (Nieder-Bamenohl). Bei Herbordus von Heyen handelt es sich um eine Person, die zur fraglichen Zeit in mehreren Urkunden vorkommt, wie auch die Heggener Dorfchronik belegt. Einer der Brüder des Herbord war Franco, der einen Sohn Heidenreich hatte, der in zweiter Ehe mit der Beleke von Hundem genannt Pepersack verheiratet war. Durch diese Heirat kam er bzw. die Familie von Heygen in den Besitz bzw. Teilbesitz von Haus Bamenohl.
Zum zweiten Mal wird am 10. Oktober 1362 ein Kotten oppe dem Borne zu Bamenohl erwähnt, im Zusammenhang mit dem Wedemhof und der Kapelle zu Oberbamenohl. Vermutlich lag dieser Kotten unmittelbar südöstlich des Hauses Bamenohl. Da die von Hundem in der genannten Urkunde dem Pastor in Schönholthausen, Gerd von Elspe, einen ihnen in Oberbamenohl gehörenden Kotten vermachten, war vermutlich schon vor 1362 mindestens ein Zweig der Familie in Bamenohl mit einem adeligen Haus ansässig. Denn in der Urkunde von 1324 wurde bereits zwischen Ober- und Niederbamenohl unterschieden, was bedeutete, dass lenneaufwärts Ober- und -abwärts Nieder-Bamenohl gemeint war.

### Frühe Neuzeit

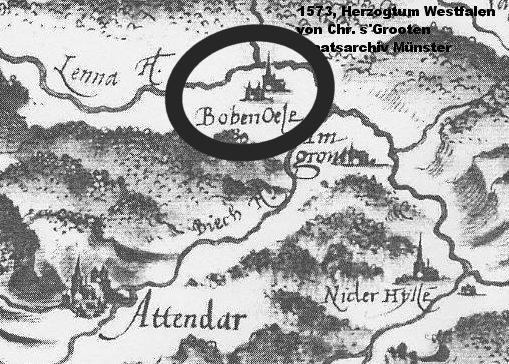
1573, Herzogtum Westfalen von Christian Sgrothen im Landesarchiv Nordrhein-Westfalen

Ein Schatzungsregister von 1543 gibt ungefähre Anhaltspunkte über die damalige Größe. Demnach gab es zu dieser Zeit in Bamenohl und Weringhausen insgesamt zwölf Schatzpflichtige, was in etwa der Zahl der vorhandenen Familien bzw. Häusern entsprochen haben dürfte. Über die Jahrhunderte bestand Bamenohl nur aus dem Schloss und vier immer wieder genannten Höfen, deren Lehnsherren die jeweiligen Besitzer des Hauses Bamenohl waren.

### 20. Jahrhundert

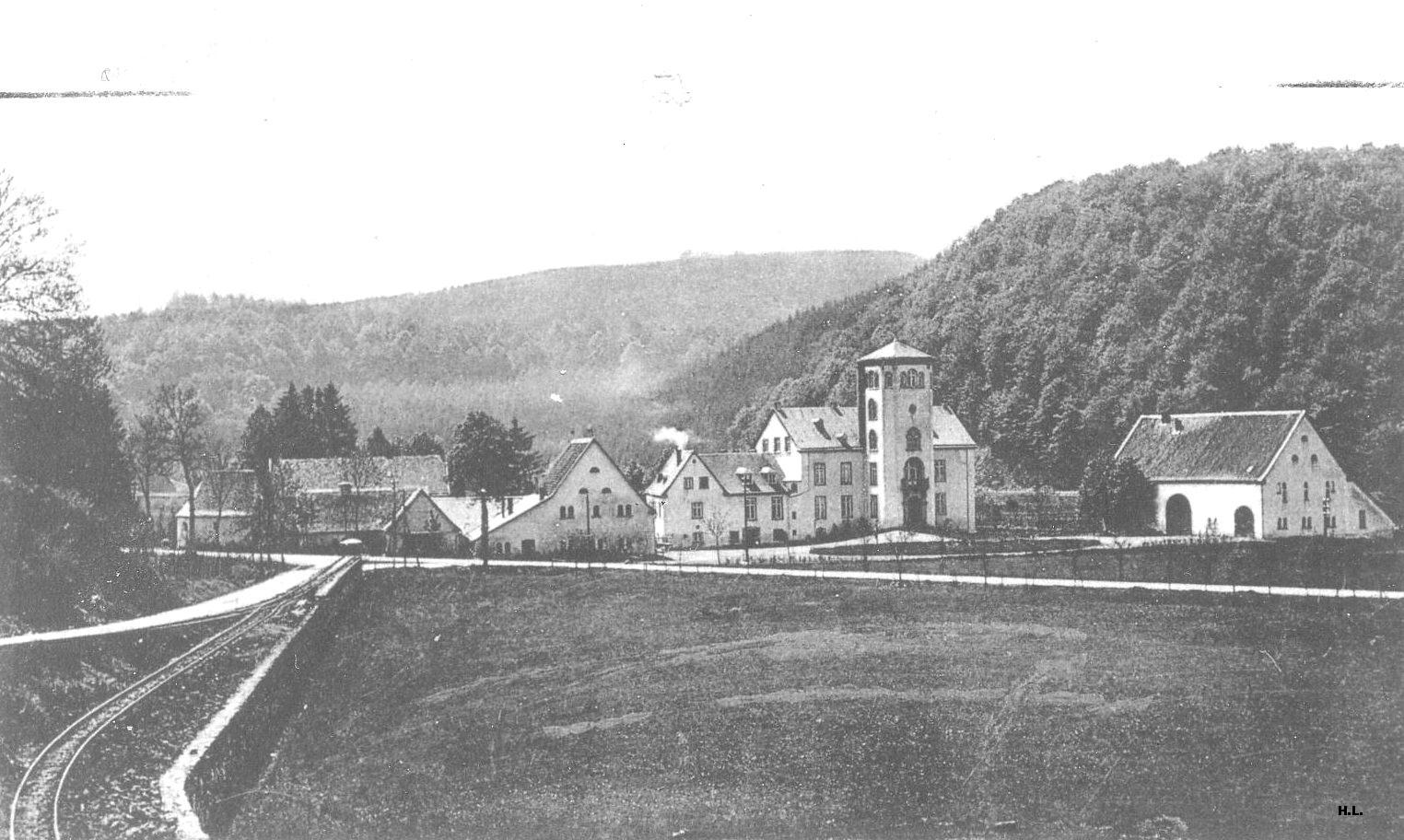
1899, Haus Bamenohl mit Gleis der Kalkwerksbahn

Bamenohl bekam mit Genehmigung des Regierungspräsident in Arnsberg zum 1. März 1913 ein eigenes Standesamt für die Orte Bamenohl und Weringhausen. Es befand sich im heutigen Haus Bamenohler Straße 101. Mit Wirkung vom 1. Januar 1937 erhält der Standesamtsbezirk Bamenohl die Bezeichnung Standesamtsbezirk Finnentrop und wird dorthin verlegt. Finnentrop gehörte bis dahin zum Standesamtsbezirk Lenhausen und war somit der Dritte im Bunde.
Im Zuge der Kommunalen Neuordnung 1969 mit dem Gesetz zur Neugliederung des Landkreises Olpe hatte der Rat der bis zum 30. Juni 1969 bestehenden Gemeinde Schönholthausen beschlossen, dass Finnentrop als Zentralort ausgewiesen und die Orte Bamenohl und Weringhausen unter Fortfall ihrer Ortsnamen eingegliedert werden sollten. Ziel war die Verleihung der Bezeichnung „Stadt“. Nachdem dieses Ziel mangels „städtischen Erscheinungsbildes“ nicht erreicht werden konnte und die Empörung der Bamenohler und Weringhauser Bevölkerung wegen des Wegfalls der historischen Ortsnamen immer größer wurde, beschloss der Rat am 21. September 1982, die alten Ortsnamen wieder einzuführen. Dabei verlor Bamenohl allerdings einen großen Teil seiner Ortsfläche an Finnentrop.
2014 wurden die bis dahin nach den Schriftstellerinnen Maria Kahle und Josefa Berens-Totenohl benannten Straßen wegen deren Nähe zum Nationalsozialismus in Alte Mark und An der Legge umbenannt. Der Rat der Gemeinde Finnentrop hatte die Umbenennung im Juli 2013 zunächst abgelehnt, nachdem sich die Straßenbewohner mehrheitlich für eine Beibehaltung der Namen ausgesprochen hatten. An dieser Entscheidung entzündete sich deutliche Kritik, unter anderem des Theologen Hubertus Halbfas. Schließlich setzte sich die Auffassung durch, dass eine Umbenennung der strittigen Straßennamen zur Beendigung der Debatten notwendig sei.

### Einwohnerentwicklung
Mit dem Bau der Ruhr-Sieg-Eisenbahn und der einsetzenden Industrialisierung in den Nachbarorten wuchs die Bevölkerung von ca. 90 Personen in der ersten Hälfte des 19. Jahrhunderts über 1400 zu Beginn des Zweiten Weltkriegs auf 2884 im Jahr 1961 und lag am 21. März 2024 bei 2.777 Einwohnern.

## Religion

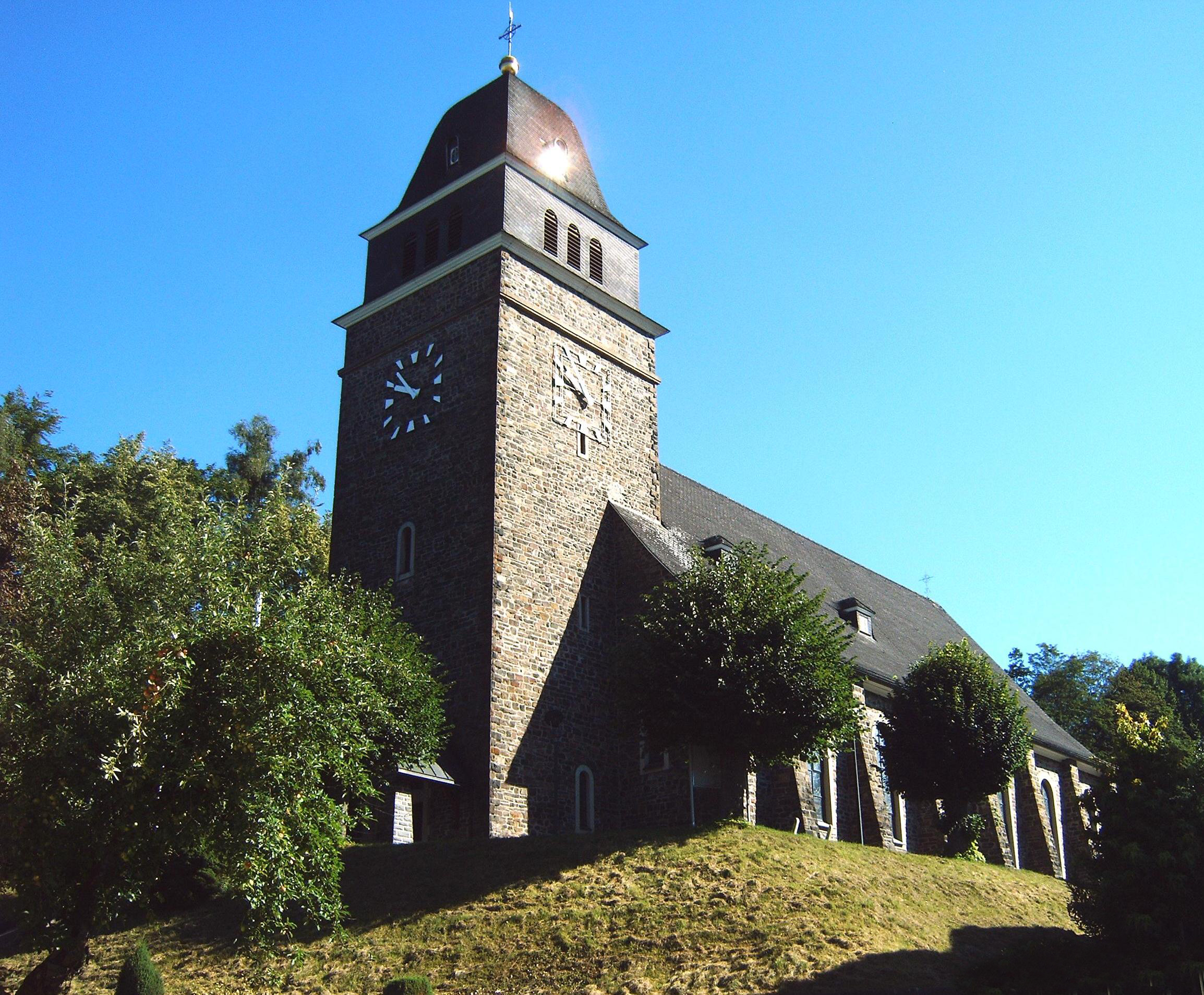
2007, Pfarrkirche St. Joseph Bamenohl

Die Mehrheit der Bamenohler Bevölkerung gehört der römisch-katholischen Kirche an. Einzige Kirche im Ort ist die Pfarrkirche St. Joseph, die 1926  geweiht wurde. Erster Pfarrer für die neue Pfarrgemeinde Bamenohl-Weringhausen war Franz Zeppenfeld, der in der zur Notkirche umfunktionierten Schützenhalle am 13. Dezember 1901 die erste Heilige Messe hielt. Die Pfarrgemeinde St. Joseph gehört zum Erzbistum Paderborn, zum Dekanat Südsauerland und zum Pastoralverbund Bigge-Lenne-Fretter-Tal.
Eine weitere Kapelle gehörte zu Haus Bamenohl: Die Albinus-Kapelle wurde 1647 erbaut und in den frühen 1930er Jahren abgebrochen. Dass diese nicht der erste zum Schloss gehörende Kirchenbau war, geht aus einer Urkunde vom 28. Mai 1379 hervor, wonach der Pastor von Schönholthausen, Gerd von Elspe, sich verpflichtet, am Fest Kreuzerhöhung (14. September) und am Fest der Kirchenpatrone dieser Kapelle eine Heilige Messe in Bamenohl zu lesen. Das Haus Bamenohl hatte außerdem das Patronat über die Kirchen St. Jakobus in Elspe und St. Hippolytus in Helden.

## Kultur und Sehenswürdigkeiten
- Haus Bamenohl
- Laufwasserkraftwerk Bamenohl
- Pfarrkirche St. Joseph
- Jupp-Schöttler-Jugendherberge[15]
- Schützenhalle

## Wirtschaft und Infrastruktur

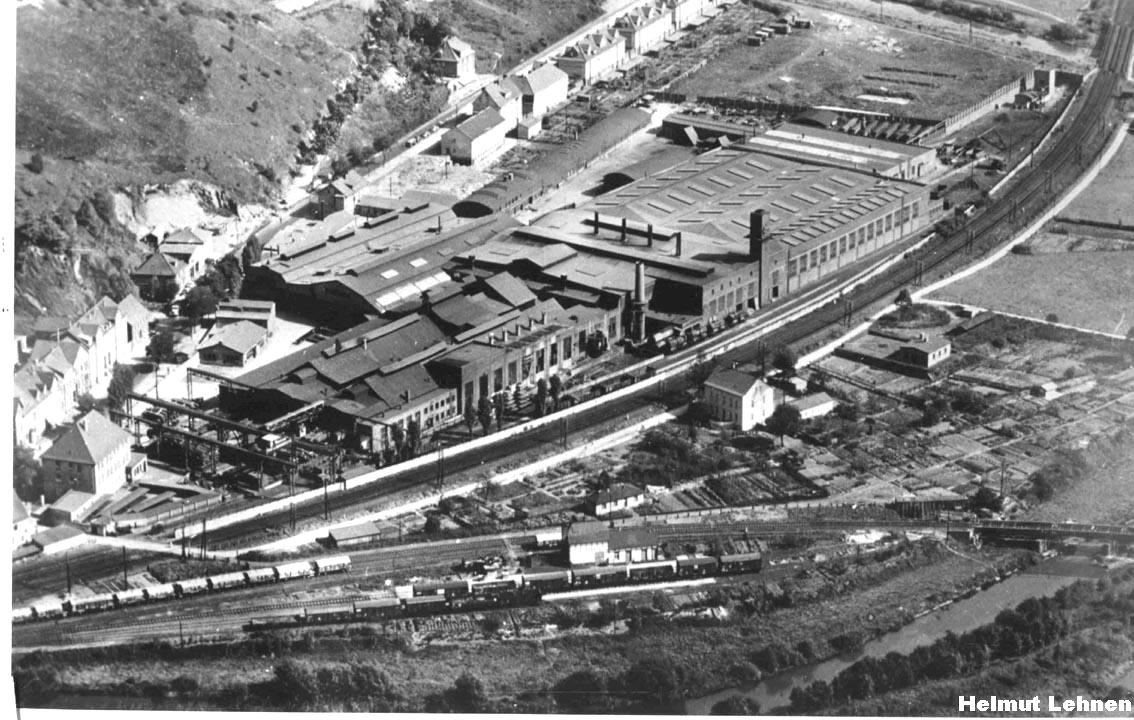
1958, Walzwerk und Verzinkerei Mannesmann

Wirtschaftliche Bedeutung erhielt Bamenohl erst mit der Industrialisierung. Größter Arbeitgeber war im 20. Jahrhundert die aus einem 1867 von Sondern bei Olpe hierher verlegten Walzwerk hervorgegangene Firma Wolf Netter & Jacobi, ab 1938 Mannesmann, heute ThyssenKrupp, deren größter Teil des Werksareals auf Bamenohler Gebiet lag. Bedeutend war aber auch für fast ein Jahrhundert die Kalkindustrie. Die in Bamenohl befindlichen Kalksteinvorkommen wurden zwischen der zweiten Hälfte des 19. Jahrhunderts und dem Jahr 1958 in industriellem Maßstab abgebaut und verarbeitet. Heute verdient trotz mehrerer Warenhäuser, Einzelhandelsgeschäfte, Versicherungen und der eisenverarbeitenden Industrie ein großer Bevölkerungsteil sein Einkommen außerhalb Bamenohls.
Bamenohl liegt an der Bundesstraße 236, ca. 25 km entfernt ist die Bundesautobahn 45 über die Anschlussstelle Olpe zu erreichen. Nächster Bahnhof ist Finnentrop an der Ruhr-Sieg-Strecke bzw. der Biggetalbahn.

## Persönlichkeiten
- Erich Feldmann (1929–1998), Priester, Kirchenhistoriker und Augustinusforscher
- Wilhelm Winzer (1878–1957), Gewerkschafter und Politiker
- Anneliese Schmidt-Schöttler (1920–2011), Künstlerin und Herbergsmutter der Jugendherberge